# ソン・スンファン
ソン・スンファン（漢字: 宋承桓、ハングル: 송승환、ラテン翻字: SONG Seung-hwan、1957年1月10日 - ）は、大韓民国ソウル特別市出身の俳優、舞台演出家。

## 経歴
子供の頃口演童話の大会に出場した際に演出家にスカウトされ、1965年にKBSのラジオ番組の子役声優として芸能界にデビュー。その後は「子役が必要だ」とあちこちから声をかけられて舞台劇、映画、テレビドラマにも出演、活動の幅を広げていった。1968年に劇団広場の『鶴村の人々』（학마을 사람들）にポンナム役で出演し同年度東亜演劇賞子役特別賞を受賞。子役時代は「日中は学校で勉強し、放課後に放送局でドラマの撮影に参加する」日々であったと後にインタビューで振り返っている。徽文高等学校在学中には、当時の人気ドラマ『旅路』（여로）にも出演した。しかし父親が事業に失敗した上に病に倒れ家計を担う立場となったため就職を考えて西江大学校の経済学科を受験したが不合格、第2希望の韓国外国語大学校アラビア語学科に入学した。当時の韓国は「中東ブーム」の真っただ中にあり、主専攻でアラビア語、副専攻で貿易学を学ぼうと考えていたという。
芸能界を離れる事も視野に入れて大学に入学したものの演技への情熱を断ち切れず学生演劇に熱中、結局大学は中退することとなった。知人と共に劇団「76劇場」を立ち上げて団員として活動した他、他劇団の作品にも出演。そのうち1982年に出演した劇団実験劇場の作品『エクウス』で同年度百想芸術大賞演劇部門最優秀演技賞（男優）を受賞した。演劇以外にラジオDJやタレントとしての活動にも取り組み、特にKBSのラジオ番組『夜を忘れたあなたに』とテレビ番組『若さの行進』で人気スターとなった。
1983年に撮影でアメリカ合衆国ニューヨーク州を訪れたソン・スンファンは自国との違いに衝撃を受け、芸能活動を中断し当時婚約者であった妻と共に渡米した。一般には「留学」と捉えられたが、ソン・スンファン本人は後年インタビューにて「世界見物」と表現している。自らはフリーマーケットで靴や時計などを売り、妻はネイルサロンの従業員として働いた。そして経済的に余裕ができた時はふたりで映画や演劇を見るという生活を送った。
4年間の米国生活を終えて帰国後に芸能活動を再開。76劇場には1988年まで在籍した。翌1989年には劇団ハン・パフォーマンスを創立して代表に就任、複数のミュージカル作品のプロデューサーを務めた。1996年には高校時代の同級生であるイ・グァンホと共に舞台作品公演を手掛けるベンチャー企業PMCプロダクションを創立して共同代表に就任。1997年にはノンバーバル・パフォーマンス『NANTA』の企画および制作を担当した。『NANTA』は韓国国内にとどまらず他国でも上演され、2003-04年度にはブロードウェイに進出、2015年11月時点では250か国を超える国で上演されるヒット作となった。
2012年3月、PMCプロダクションの代表を辞して芸術総監督に就任。2015年には誠信女子大学校融合デザイン芸術大学学長（日本の学部長に相当）に就任した。同年7月、2018年2月開幕予定の2018年平昌オリンピックの開会式総監督に選出された。

## 学歴
普成中学校および徽文高等学校を卒業。韓国外国語大学校は中退したものの1996年に「名誉卒業」の資格を得た。

## 出演作品
出演作品は個別に注釈がないものについてはにもとづく:

### 演劇
| 年   | タイトル                   | 原題                       | 役名                     | 備考                                                  |
| ---- | -------------------------- | -------------------------- | ------------------------ | ----------------------------------------------------- |
| 1968 | 鶴村の人々                 | 학마을 사람들              | ポンナム                 | 東亜演劇賞子役特別賞受賞 李範宣の短編小説の舞台化作品 |
| 1979 | 観客罵倒                   | Publikumsbeschimpfung      |                          |                                                       |
| 1979 | ラヴ                       | Luv                        | （演出）                 |                                                       |
| 1981 | エクウス                   | Equus                      | アラン                   | 百想芸術大賞演劇部門 最優秀演技賞受賞                 |
| 1981 | アメリカに住んでいます     | 미국에 산다                |                          |                                                       |
| 1983 | アマデウス                 | Amadeus                    | モーツァルト             |                                                       |
| 1988 | ゴドーを待ちながら         | En attendant Godot         |                          |                                                       |
| 1991 | 死の賛美                   | 사의 찬미                  |                          | ミュージカル                                          |
| 1994 | 永遠なる帝国               | 영원한 제국                | 李人夢                   | ソウル演劇祭演技賞受賞 李仁和の小説の舞台化           |
| 1995 | 私からあなたへ             | 너에게 나를 보낸다         | 私（主人公）             | 蔣正一の小説の舞台化                                  |
| 1997 | ガラスの動物園             | The Glass Menagerie        | トム・ウィングフィールド |                                                       |
| 2003 | アマデウス                 | Amadeus                    | モーツァルト             |                                                       |
| 2004 | ロミオとジュリエット       | Romeo and Juliet           | （製作）                 | ミュージカル                                          |
| 2006 | アート                     | Art                        | スヒョン                 |                                                       |
| 2007 | 宮廷女官チャングムの誓い   | 대장금                     |                          | ミュージカル                                          |
| 2009 | エクウス                   | Equus                      | ダイサート               |                                                       |
| 2009 | キューティ・ブロンド       | Legally Blonde:The Musical | （製作）                 | ミュージカル                                          |
| 2011 | かもめ                     | Чайка                      | トリゴーリン             |                                                       |
| 2014 | ラ・カージュ・オ・フォール | La Cage aux Folles         | デュラフォーア議員       | ミュージカル                                          |

### 映画
| 年   | タイトル                 | 原題                        | 役名                 | 備考     |
| ---- | ------------------------ | --------------------------- | -------------------- | -------- |
| 1971 | 罪深き女                 | 죄 많은 여인/罪 많은 女人   |                      |          |
| 1976 | あげたい心               | 주고 싶은 마음              |                      |          |
| 1977 | 愛の原子爆弾             | 사랑의 원자탄               |                      |          |
| 1978 | 兄と姉と                 | 오빠하고 누나하고           |                      |          |
| 1978 | 夢の木                   | 꿈나무                      |                      |          |
| 1979 | 永遠の関係               | 영원한 관계/영원한 関係     |                      |          |
| 1979 | トゲを飲み込んだバラ     | 가시를 삼킨 장미            |                      |          |
| 1980 | チュンジャは止められない | 춘자는 못말려               |                      |          |
| 1980 | カラフルな女             | 색깔있는 여자/색깔있는 女子 |                      |          |
| 1982 | 喝采                     | 갈채                        |                      |          |
| 1983 | 21歳の備忘録             | 스물하나의 비망록           |                      |          |
| 1983 | 私の人生は私のもの       | 내 인생은 나의 것           |                      |          |
| 1983 | 恋人たちの話             | 연인들의 이야기             |                      |          |
| 1984 | 昼と夜                   | 낮과 밤                     |                      |          |
| 1984 | 若い時計塔               | 젊은 시계탑                 |                      |          |
| 1984 | 私もこっそりいつの間にか | 나도 몰래 어느새            |                      |          |
| 1984 | 行きたい                 | 가고파                      |                      |          |
| 1989 | ラッシュ                 | 랏슈                        | テゴ                 |          |
| 1990 | 一人で立つその日に       | 홀로 서는 그날에            | ナムグン・フン       |          |
| 1992 | 月は…太陽が見る夢        | 달은... 해가 꾸는 꿈        | ハヨン               |          |
| 2002 | 頑張れ! グムスン         | 굳세어라 금순아             | （製作）             | 特別出演 |
| 2006 | 一夫一婦                 | 일부일처                    | （ナレーション）     |          |
| 2007 | 星の中に                 | 별빛 속으로                 | ラジオDJ（声の出演） |          |